# Mike Aigroz
Pour les articles homonymes, voir Aigroz.
Mike (Mikaël) Aigroz né le 23 février 1978 à Château-d'Œx en Suisse est un triathlète professionnel, vice-champion d'Europe de triathlon en 2012 et vainqueur sur compétition Ironman en 2015.

## Biographie
Mike Aigroz pratique tout d'abord le duathlon dans son pays natal en Suisse. En 1998 à l'âge de 20 ans, il termine troisième dans le championnat national de duathlon, il s'engage sur des triathlons longue distance à partir de 2003.
En juillet 2012, il finit à la troisième place du Challenge Roth et devient vice-champion d'Europe longue distance. En septembre 2014, il prend la troisième place de l'Ironman de Majorque.
En 2015, au terme d'une course disputée, il remporte à 37 ans sa première victoire sur Ironman en remportant en 8 h 52 min 2 s l’épreuve de Malaisie du circuit international de la World Triathlon Corporation. Il clôt cette année de succès par une victoire sur le Natureman, une course sur distance half Ironman dans le Sud de la France.
En novembre 2016, il annonce la fin de sa carrière professionnelle. Il se lance dans l'événement sportif et culturel au sein de l'entreprise Grand Chelem.
Il déménage par la suite à Châtel-Saint-Denis et prend la direction le 1er janvier 2024 de l'office du tourisme du district de la Veveyse.

## Palmares
Le tableau présente les résultats les plus significatifs (podium) obtenus sur le circuit national et international de triathlon depuis 2004.
| Année | Compétition                     | Pays           | Position           | Temps           |
| ----- | ------------------------------- | -------------- | ------------------ | --------------- |
| 2015  | Ironman Malaysia                | Malaisie       | Médaille d'or      | 8 h 52 min 2 s  |
| 2015  | Natureman                       | France         | Médaille d'or      | 4 h 4 min 36 s  |
| 2014  | Ironman Majorque                | Espagne        | Médaille de bronze | 8 h 40 min 29 s |
| 2012  | Challenge Roth                  | Allemagne      | Médaille d'argent  | 8 h 8 min 1 s   |
| 2012  | Championnat d'Europe LD         | Allemagne      | Médaille d'argent  | 8 h 8 min 1 s   |
| 2012  | Ironman Port Elisabeth          | Afrique du Sud | Médaille de bronze |                 |
| 2012  | Ironman 70.3 Irlande            | Irlande        | Médaille de bronze | 3 h 59 min 51 s |
| 2011  | Ironman 70.3 Irlande            | Irlande        | Médaille d'or      | 3 h 50 min 12 s |
| 2010  | Ironman Suisse                  | Suisse         | Médaille de bronze | 8 h 34 min 24 s |
| 2009  | Ironman Canada                  | Canada         | Médaille d'argent  | 8 h 40 min 17 s |
| 2004  | Triathlon international de Nice | France         | Médaille d'argent  | 6 h 34 min 40 s |